# Leptotarsus (Macromastix) fergusoni
Leptotarsus (Macromastix) fergusoni is een tweevleugelige uit de familie langpootmuggen (Tipulidae). De soort komt voor in het Australaziatisch gebied.